# Marileen Dogterom
Marileen Dogterom (née le 20 novembre 1967 à Utrecht) est une biophysicienne néerlandaise et professeure à l'Institut Kavli de nanosciences de l'université de technologie de Delft. Elle a publié dans Science, Cell et Nature et se distingue par ses recherches sur le cytosquelette cellulaire. Pour cette recherche, elle reçoit le prix Spinoza en 2018.

## Biographie
Dogterom est née le 20 novembre 1967 à Utrecht, aux Pays-Bas. En 1990, elle est diplômée de l'université de Groningue avec un diplôme en physique théorique. Deux ans plus tard, le programme Fulbright lui accorde une bourse. Bien qu'elle ait trouvé un doctorat à l'université Paris-Sud, elle suit son mentor (Stanislas Leibler (en)) à l'université de Princeton, où Dogterom commence à travailler avec la biologie via une collaboration avec leur faculté de biologie. En 1994, elle obtient un doctorat cum laude de l'université Paris-Sud avec une thèse sur « Aspects physiques de la croissance des microtubules et de la formation du fuseau mitotique »  et travaille comme post-doctorante aux Laboratoires Bell aux États-Unis. En 1997, elle devient chef de projet à l'Institut FOM AMOLF, institut de recherche en physique et biophysique, dont elle devient chef de département de 2003 à 2013,.
Dogterom entretient des liens professionnels avec diverses universités. En 2000, elle prend un rendez-vous en tant que professeur à l'université de Leyde, devenant professeur titulaire en 2010. Depuis 2014, elle est présidente du département de bionanosciences de l'Institut Kavli de nanosciences de l'université de technologie de Delft. En 2016, elle obtient le titre de "Medical Delta Professor", ce qui signifie qu'elle occupe des postes de professeur à Delft et à Leiden.
En 2006, Dogterom prend un congé sabbatique d'un an pour travailler à Erasmus MC dans le groupe de recherche d'Anna Akhmanova, spécialisé dans la biologie cellulaire et les cytosquelettes. En 2013, ils reçoivent une bourse ERC Synergy pour collaborer à des recherches sur la régulation du cytosquelette par la cellule.
Dogterom dirige actuellement une équipe qui vise à construire la première cellule artificielle. Dans son laboratoire, son équipe étudie et construit des parties du cytosquelette à l'extérieur de la cellule, où elles peuvent mesurer les forces qu'elles exercent sur divers autres composants cellulaires. L'équipe analyse également les effets de diverses forces sur la déformation du cytosquelette, les interactions des polymères du cytosquelette en réseau et la structure spatiale de la cellule elle-même. Son groupe de recherche prévoit de collaborer avec divers autres groupes de recherche qui se concentrent sur d'autres parties de la cellule.
En 2018, Dogterom reçoit le prix Spinoza, qui accorde une somme importante à une équipe menant des recherches novatrices aux Pays-Bas. L'ancienne collègue de Dogterom, Anna Akhmanova, le reçoit la même année. Elle est vice-présidente de l'Académie royale néerlandaise des arts et des sciences depuis 2020.
En 2013, Dogterom est élue à l'Organisation européenne de biologie moléculaire (EMBO) et en 2015, elle est élue à l'Academia Europaea,. Elle est membre de l'Académie royale néerlandaise des arts et des sciences depuis 2016.